# Satoru Hoshino
Satoru Hoshino (星野 悟 Hoshino Satoru?, nacido el 4 de febrero de 1989 en Gumma) es un futbolista japonés que se desempeña como defensa.

## Trayectoria

### Clubes
| Club                | País  | Año       |
| ------------------- | ----- | --------- |
| Thespakusatsu Gunma | Japón | 2011-2013 |
| FC Machida Zelvia   | Japón | 2014-2017 |

## Estadística de carrera

### J. League
| Club                | Año   | J. League | J. League | Copa J. League | Copa J. League | Total | Total |
| Club                | Año   | Part.     | Goles     | Part.          | Goles          | Part. | Goles |
| ------------------- | ----- | --------- | --------- | -------------- | -------------- | ----- | ----- |
| Thsspa Kusatsu      | 2011  | 4         | 0         | -              | -              | 4     | 0     |
| Thsspa Kusatsu      | 2012  | 6         | 0         | -              | -              | 6     | 0     |
| Thespakusatsu Gunma | 2013  | 4         | 1         | -              | -              | 4     | 1     |
| FC Machida Zelvia   | 2014  | 29        | 3         | -              | -              | 29    | 3     |
| FC Machida Zelvia   | 2015  | 24        | 1         | -              | -              | 24    | 1     |
| FC Machida Zelvia   | 2016  | 5         | 0         | -              | -              | 5     | 0     |
| FC Machida Zelvia   | 2017  | 2         | 0         | -              | -              | 2     | 0     |
| Total               | Total | 74        | 5         | 0              | 0              | 74    | 5     |